# Tournoi de clôture du championnat du Guatemala de football 2019
Navigation
Saison précédente Saison suivante
Le Tournoi Clausura 2019 est le quarante-et-unième tournoi saisonnier disputé au Guatemala.
C'est cependant la 87e fois que le titre de champion du Guatemala est remis en jeu.
Chacun des douze clubs participant sera confronté deux fois aux onze autres équipes. Puis les six meilleurs s'affronteront lors d'une phase finale à la fin du tournoi.
Seule une place qualificative pour la Ligue de la CONCACAF est attribuée à l'issue de ce championnat au vainqueur du tournoi.

## Les douze clubs participants
| \| Ciudad de Guatemala: Antigua Comunicaciones Municipal Ciudad de Guatemala Malacateco Xelaju Petapa Guastatoya Cobán Imperial Sanarate Siquinalá Chiantla Iztapa \| Localisation des clubs engagés dans le championnat. |
| Ciudad de Guatemala: Antigua Comunicaciones Municipal Ciudad de Guatemala Malacateco Xelaju Petapa Guastatoya Cobán Imperial Sanarate Siquinalá Chiantla Iztapa                                                           |

Ce tableau présente les douze équipes qualifiées pour disputer le championnat 2018-2019. On y trouve le nom des clubs, le nom des stades dans lesquels ils évoluent ainsi que la capacité et la localisation de ces derniers.
| Club                     | Stade                          | Capacité | Ville               |
| Antigua GFC              | Stade Pensativo                | 9 000    | Ciudad de Guatemala |
| Deportivo Chiantla (en)  | Stade Buenos Aires             | 1 000    | Chiantla            |
| Cobán Imperial           | Stade Verapaz                  | 8 000    | Cobán               |
| CSD Comunicaciones       | Stade Cementos Progreso        | 17 000   | Ciudad de Guatemala |
| Deportivo Guastatoya     | Stade David Cordón Hichos (es) | 3 500    | Guastatoya          |
| Deportivo Iztapa (en)    | Stade Municipal Morón          | 3 000    | Iztapa              |
| Deportivo Malacateco     | Stade Santa Lucía              | 7 000    | Malacatán           |
| CSD Municipal            | Stade Manuel Felipe Carrera    | 10 000   | Ciudad de Guatemala |
| Deportivo Petapa (en)    | Stade municipal                | 7 500    | San Miguel Petapa   |
| Deportivo Sanarate (en)  | Stade municipal                | 4 000    | Sanarate            |
| Deportivo Siquinalá (en) | Stade Sicay Paz                | 3 000    | Siquinalá           |
| Xelaju MC                | Stade Mario Camposeco          | 11 000   | Quetzaltenango      |

## Compétition
Le tournoi Clausura se déroule de la même façon que les tournois saisonniers précédents, en deux phases :
- La phase de qualification : les vingt-deux journées de championnat.
- La phase finale : les matchs aller-retour allant des quarts de finale à la finale.

### Phase de qualification
Lors de la phase de qualification les douze équipes affrontent à deux reprises les onze autres équipes selon un calendrier tiré aléatoirement.
Les deux meilleures équipes sont qualifiées directement pour les demi-finale alors que les quatre suivantes se qualifient pour les quarts de finale.
Le classement est établi sur le barème de points classique (victoire à 3 points, match nul à 1, défaite à 0).
Le départage final se fait selon les critères suivants :
- Le nombre de points.
- La différence de buts générale.
- Le nombre de buts marqué.

| Rang | Équipe                    | Pts | J  | G  | N | P  | Bp | Bc | Diff |
| ---- | ------------------------- | --- | -- | -- | - | -- | -- | -- | ---- |
| 1    | Antigua GFC               | 41  | 22 | 12 | 5 | 5  | 36 | 20 | +16  |
| 2    | Cobán Imperial            | 40  | 22 | 12 | 4 | 6  | 35 | 25 | +10  |
| 3    | CSD Comunicaciones        | 39  | 22 | 11 | 6 | 5  | 32 | 14 | +18  |
| 4    | CSD Municipal             | 36  | 22 | 10 | 6 | 6  | 37 | 22 | +15  |
| 5    | Deportivo Malacateco      | 36  | 22 | 10 | 6 | 6  | 24 | 20 | +4   |
| 6    | Deportivo Guastatoya      | 35  | 22 | 9  | 8 | 5  | 27 | 16 | +11  |
| 7    | Deportivo Chiantla (en) P | 30  | 22 | 8  | 6 | 8  | 21 | 25 | -4   |
| 8    | Xelaju MC                 | 29  | 22 | 8  | 5 | 9  | 27 | 25 | +2   |
| 9    | Deportivo Siquinalá (en)  | 26  | 22 | 7  | 5 | 10 | 23 | 25 | -2   |
| 10   | Deportivo Iztapa (en) P   | 25  | 22 | 7  | 4 | 11 | 21 | 28 | -7   |
| 11   | Deportivo Sanarate (en)   | 23  | 22 | 7  | 2 | 13 | 22 | 38 | -16  |
| 12   | Deportivo Petapa (en)     | 7   | 22 | 2  | 1 | 19 | 12 | 59 | -47  |

| Légende : Qualifications et relégations | Légende : Qualifications et relégations          |
| --------------------------------------- | ------------------------------------------------ |
|                                         | Qualifié pour les demi-finales                   |
|                                         | Qualifié pour les quarts de finale               |
|                                         | T Tenant du titre P Promu de la saison 2017-2018 |

| Résultats (▼dom., ►ext.)                                   | Ant | Chi | Cob | Com | Gua | Izt | Mal | Mun | Pet | San | Siq | Xel |
| Antigua GFC                                                |     | 2-2 | 4-1 | 1-1 | 2-0 | 2-1 | 1-2 | 0-1 | 1-0 | 4-0 | 3-0 | 2-1 |
| Deportivo Chiantla (en)                                    | 1-0 |     | 1-1 | 0-2 | 0-0 | 3-0 | 0-1 | 1-6 | 3-0 | 2-0 | 0-0 | 1-1 |
| Cobán Imperial                                             | 2-3 | 3-0 |     | 1-0 | 1-0 | 2-1 | 2-0 | 2-0 | 4-0 | 4-1 | 1-0 | 2-1 |
| CSD Comunicaciones                                         | 0-0 | 2-0 | 3-1 |     | 0-1 | 3-1 | 3-0 | 1-3 | 5-0 | 3-1 | 0-0 | 2-0 |
| Deportivo Guastatoya                                       | 1-2 | 1-0 | 1-1 | 0-0 |     | 2-0 | 1-1 | 1-1 | 6-0 | 1-0 | 1-0 | 3-0 |
| Deportivo Iztapa (en)                                      | 0-0 | 0-1 | 2-0 | 1-1 | 0-1 |     | 3-1 | 1-0 | 2-0 | 4-1 | 1-0 | 0-0 |
| Deportivo Malacateco                                       | 1-1 | 1-0 | 1-0 | 2-1 | 1-1 | 0-0 |     | 2-0 | 2-0 | 1-1 | 1-0 | 3-0 |
| CSD Municipal                                              | 2-0 | 0-0 | 1-1 | 0-2 | 2-1 | 3-0 | 1-1 |     | 6-1 | 4-1 | 1-1 | 0-2 |
| Deportivo Petapa (en)                                      | 0-3 | 1-2 | 1-2 | 0-2 | 0-0 | 1-2 | 1-2 | 2-3 |     | 1-0 | 0-3 | 1-0 |
| Deportivo Sanarate (en)                                    | 2-1 | 1-2 | 1-2 | 0-1 | 3-0 | 2-1 | 1-0 | 0-2 | 4-1 |     | 1-0 | 1-0 |
| Deportivo Siquinalá (en)                                   | 1-2 | 0-1 | 2-2 | 0-0 | 0-3 | 3-1 | 2-1 | 1-0 | 4-2 | 0-1 |     | 2-1 |
| Xelaju MC                                                  | 1-2 | 3-1 | 2-0 | 2-0 | 2-2 | 2-0 | 1-0 | 1-1 | 3-0 | 1-1 | 3-1 |     |
| - Victoire à domicile - Match nul - Victoire à l'extérieur |     |     |     |     |     |     |     |     |     |     |     |     |

### Classement cumulatif
| Rang | Équipe                    | Pts | J  | G  | N  | P  | Bp | Bc | Diff |
| ---- | ------------------------- | --- | -- | -- | -- | -- | -- | -- | ---- |
| 1    | Deportivo Guastatoya      | 79  | 44 | 22 | 13 | 9  | 61 | 27 | +34  |
| 2    | CSD Comunicaciones        | 77  | 44 | 22 | 11 | 11 | 60 | 30 | +30  |
| 3    | Cobán Imperial            | 76  | 44 | 22 | 10 | 12 | 63 | 45 | +18  |
| 4    | Antigua GFC               | 75  | 44 | 21 | 12 | 11 | 60 | 44 | +16  |
| 5    | Deportivo Malacateco      | 74  | 44 | 21 | 11 | 12 | 62 | 52 | +10  |
| 6    | Xelaju MC                 | 69  | 44 | 19 | 12 | 13 | 55 | 42 | +13  |
| 7    | CSD Municipal             | 64  | 44 | 18 | 10 | 16 | 63 | 52 | +11  |
| 8    | Deportivo Siquinalá (en)  | 56  | 44 | 14 | 14 | 16 | 54 | 57 | -3   |
| 9    | Deportivo Iztapa (en) P   | 50  | 44 | 13 | 11 | 20 | 44 | 56 | -12  |
| 10   | Deportivo Sanarate (en)   | 42  | 44 | 11 | 9  | 24 | 43 | 73 | -30  |
| 11   | Deportivo Chiantla (en) P | 41  | 44 | 10 | 11 | 23 | 36 | 63 | -27  |
| 12   | Deportivo Petapa (en)     | 23  | 44 | 5  | 8  | 31 | 30 | 90 | -60  |

| Légende : Qualifications et relégations | Légende : Qualifications et relégations                                        |
| --------------------------------------- | ------------------------------------------------------------------------------ |
|                                         | Ligue de la CONCACAF 2019                                                      |
|                                         | Relégué en Primera División de Guatemala                                       |
|                                         | C Vainqueur d'un des deux tournois de la saison P Promu de la saison 2017-2018 |

### La phase finale
Les six équipes qualifiées sont réparties dans le tableau final d'après leur classement général, le deuxième affrontant lors des demi-finales le vainqueur du quart opposant le quatrième au cinquième et le premier affrontant le vainqueur du quart opposant le troisième au sixième. L'équipe la moins bien classée accueille lors du match aller et la meilleure lors du match retour.
En cas d'égalité sur la somme des deux matchs, c'est l'équipe ayant marqué le plus de buts à extérieur qui l'emporte puis des prolongations et une séance de tirs au but ont éventuellement lieu.

#### Tableau
|  |                      |                      |                      |               |               |   |   |            |            |            |            |             |     |   |        |        |        |        |        |  |  |
|  | 1/4 de finale        | 1/4 de finale        | 1/4 de finale        | 1/4 de finale | 1/4 de finale |   |   | 1/2 finale | 1/2 finale | 1/2 finale | 1/2 finale | 1/2 finale  |     |   | Finale | Finale | Finale | Finale | Finale |  |  |
|  |                      |                      |                      |               |               |   |   |            |            |            |            |             |     |   |        |        |        |        |        |  |  |
|  |                      |                      |                      |               |               |   |   |            |            |            |            |             |     |   |        |        |        |        |        |  |  |
|  |                      |                      |                      |               |               |   |   |            |            |            |            |             |     |   |        |        |        |        |        |  |  |
|  |                      |                      |                      |               |               |   |   |            |            |            |            |             |     |   |        |        |        |        |        |  |  |
|  |                      |                      |                      |               |               |   |   |            |            |            |            |             |     |   |        |        |        |        |        |  |  |
|  | Antigua GFC          | (1)                  | 0                    | 2             |               |   |   |            |            |            |            |             |     |   |        |        |        |        |        |  |  |
|  | Antigua GFC          | (1)                  | 0                    | 2             |               |   |   |            |            |            |            |             |     |   |        |        |        |        |        |  |  |
|  |                      |                      | Deportivo Guastatoya | (6)           | 1             | 0 |   |            |            |            |            |             |     |   |        |        |        |        |        |  |  |
|  | CSD Comunicaciones   | (3)                  | Deportivo Guastatoya | (6)           | 1             | 0 | 0 | 1          |            |            |            |             |     |   |        |        |        |        |        |  |  |
|  | CSD Comunicaciones   | (3)                  |                      |               |               |   |   |            |            |            |            |             |     |   |        |        |        |        |        |  |  |
|  | Deportivo Guastatoya | (6)                  | 1                    | 1             |               |   |   |            |            |            |            |             |     |   |        |        |        |        |        |  |  |
|  | Deportivo Guastatoya | (6)                  | 1                    | 1             |               |   |   |            |            |            |            | Antigua GFC | (1) | 1 | 1      |        |        |        |        |  |  |
|  |                      |                      |                      |               |               |   |   |            |            |            |            | Antigua GFC | (1) | 1 | 1      |        |        |        |        |  |  |
|  |                      | Deportivo Malacateco | (5)                  | 0             | 0             |   |   |            |            |            |            |             |     |   |        |        |        |        |        |  |  |
|  |                      |                      |                      |               |               |   |   |            |            |            |            |             |     |   |        |        |        |        |        |  |  |
|  |                      |                      |                      |               |               |   |   |            |            |            |            |             |     |   |        |        |        |        |        |  |  |
|  |                      |                      |                      |               |               |   |   |            |            |            |            |             |     |   |        |        |        |        |        |  |  |
|  | Cobán Imperial       | (2)                  | 2                    | 0             |               |   |   |            |            |            |            |             |     |   |        |        |        |        |        |  |  |
|  | Cobán Imperial       | (2)                  | 2                    | 0             |               |   |   |            |            |            |            |             |     |   |        |        |        |        |        |  |  |
|  |                      |                      | Deportivo Malacateco | (5)           | 2             | 1 |   |            |            |            |            |             |     |   |        |        |        |        |        |  |  |
|  | CSD Municipal        | (4)                  | Deportivo Malacateco | (5)           | 2             | 1 | 0 | 3          | 0          |            |            |             |     |   |        |        |        |        |        |  |  |
|  | CSD Municipal        | (4)                  |                      |               |               |   | 0 | 3          | 0          |            |            |             |     |   |        |        |        |        |        |  |  |
|  | Deportivo Malacateco | (5)                  | 0                    | 3             |               |   |   |            |            |            |            |             |     |   |        |        |        |        |        |  |  |
|  | Deportivo Malacateco | (5)                  | 0                    | 3             |               |   |   |            |            |            |            |             |     |   |        |        |        |        |        |  |  |

#### Quarts de finale
| Club               | Aller | Retour | Club                 | Commentaire                |
| CSD Comunicaciones | 0-1   | 1-1    | Deportivo Guastatoya |                            |
| CSD Municipal      | 0-0   | 3-3    | Deportivo Malacateco | Buts marqués à l'extérieur |

#### Demi-finales
| Club           | Aller | Retour | Club                 | Commentaire          |
| Antigua GFC    | 0-1   | 2-0    | Deportivo Guastatoya |                      |
| Cobán Imperial | 2-2   | 0-1    |                      | Deportivo Malacateco |

#### Finale
| Match aller | Deportivo Malacateco | 0:1   | Antigua GFC           | Stade Santa Lucía                                       |                                                         |
| 23 mai 2019 |                      | (0:1) | 27e Alejandro Galindo | Spectateurs : 3 064 Arbitrage : Bryan Lopez Castellanos | Spectateurs : 3 064 Arbitrage : Bryan Lopez Castellanos |
| 23 mai 2019 | Rapport              |       |                       | Spectateurs : 3 064 Arbitrage : Bryan Lopez Castellanos | Spectateurs : 3 064 Arbitrage : Bryan Lopez Castellanos |

| Match retour | Antigua GFC         | 1:0   | Deportivo Malacateco | Stade Pensativo                             |                                             |
| 26 mai 2019  | Marco Dominguez 81e | (0:0) |                      | Spectateurs : 9 878 Arbitrage : Oscar Reyna | Spectateurs : 9 878 Arbitrage : Oscar Reyna |
| 26 mai 2019  | Rapport             |       |                      | Spectateurs : 9 878 Arbitrage : Oscar Reyna | Spectateurs : 9 878 Arbitrage : Oscar Reyna |

## Bilan du tournoi
| Tournoi de clôture du championnat de football du Guatemala 2019 |                                   |
| Champion                                                        | Antigua GFC (4e titre)            |
| Dauphin                                                         | Deportivo Malacateco              |
| Qualifications continentales                                    |                                   |
| Ligue de la CONCACAF 2019                                       | Antigua GFC                       |
| Promotions et relégations                                       |                                   |
| Promus en Liga Nacional de Guatemala                            | FC Santa Lucía Cotzumalguapa (en) |
| Promus en Liga Nacional de Guatemala                            | Deportivo Mixco (en)              |
| Relégués en Primera División de Guatemala                       | Deportivo Chiantla (en)           |
| Relégués en Primera División de Guatemala                       | Deportivo Petapa (en)             |

## Statistiques

### Buteurs
| Rang | Nom                    | Équipe               | Buts |
| 1    | Agustin Herrera        | CSD Comunicaciones   | 12   |
| 2    | Abraham Carreño        | CSD Comunicaciones   | 10   |
| 2    | José Carlos Martínez   | CSD Municipal        | 10   |
| 3    | Luis Fernando Martínez | Deportivo Guastatoya | 9    |